# Stormgade

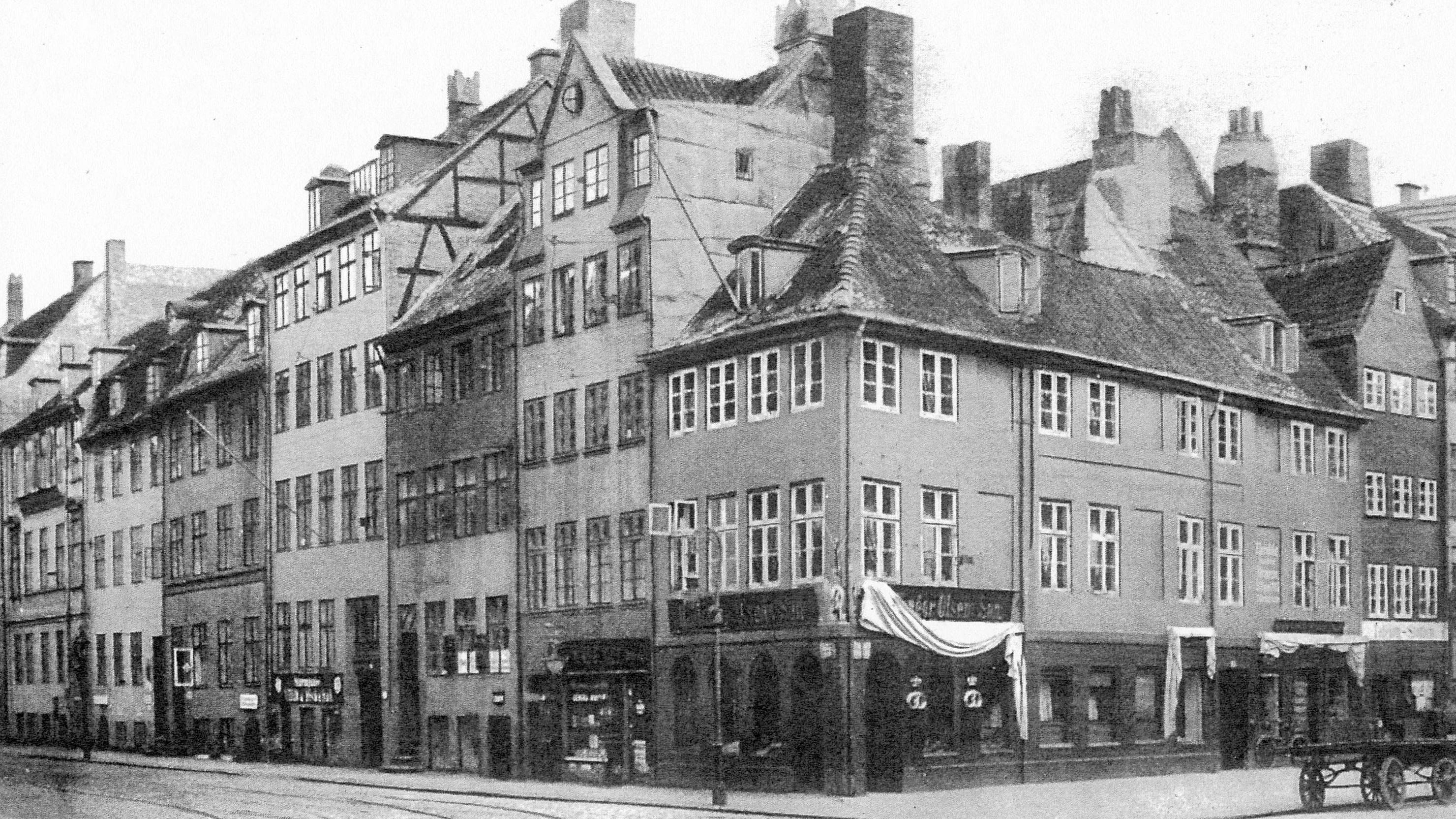
Hörnet Stormgade/Vester Voldgade, omkring 1910. Alla dessa hus revs för att ge plats för utbyggnad av Nationalmuseet.

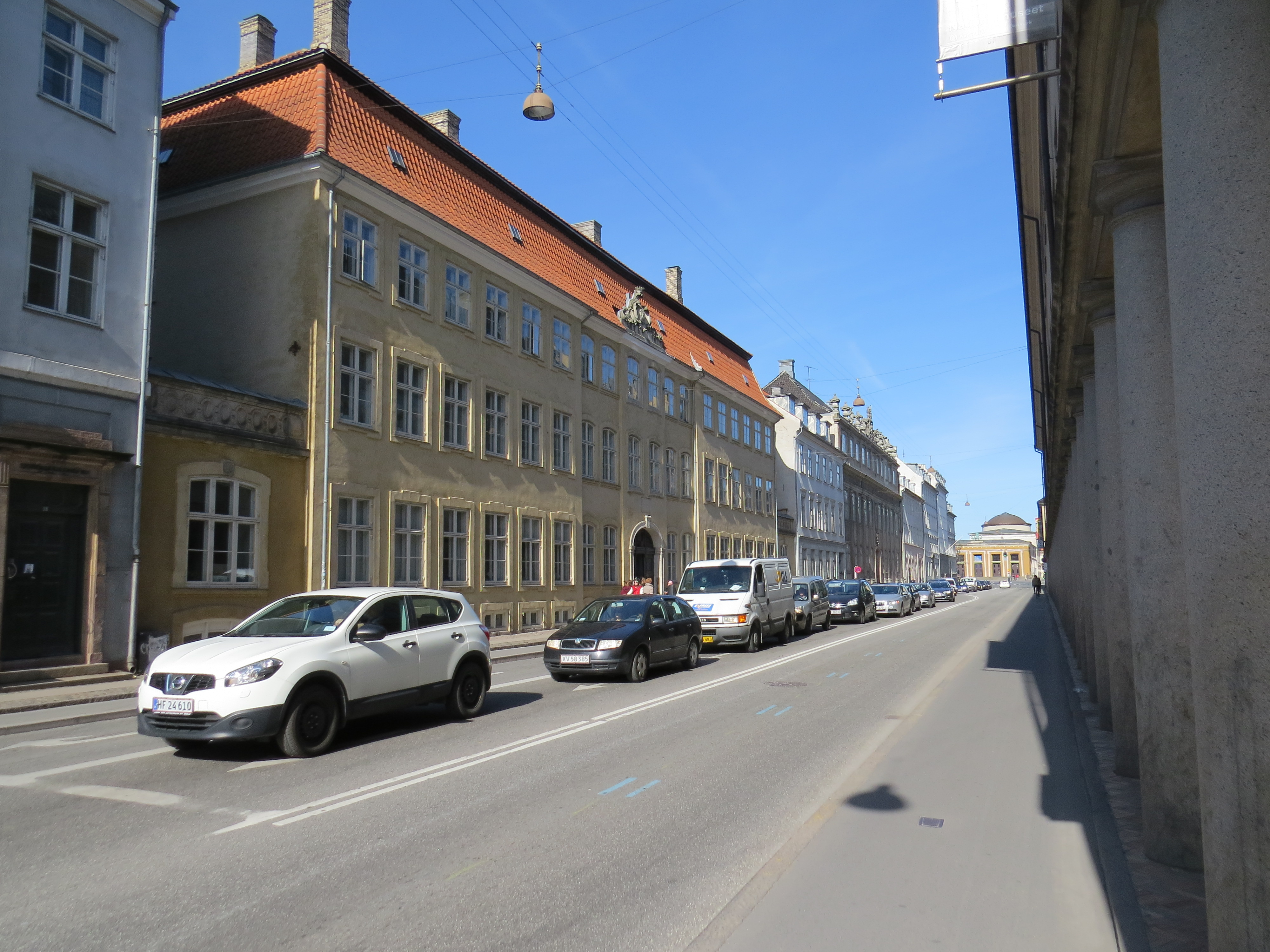
Det Harboeske Enkefruekloster, Stormgade 14

Stormgade är en gata mellan Frederiksholms Kanal och H.C. Andersens Boulevard i Indre By i Köpenhamn i Danmark. Stormbroen vid gatans västra ände för över till Slotsholmen. Gatan har sitt namn efter Stormningen av Köpenhamn i februari 1659, då en belägrande svensk armé försökte inta staden. 

## Historik
Området vid Slotsholmen var ursprungligen en del av det grunda vattenområdet Kalveboderne, och strandlinjen låg under medeltiden i närheten av nuvarande Stormgade. Det misslyckade svenska huvudangreppet, över Kalvbodenes is, natten mellan den 10 och 11 februari 1659, vid Stormningen av Köpenhamn sattes in där. Efter denna händelse beslöts att förbättra försvarslinjen för Slotsholmen genom att förlänga stadens västra försvarsvall ut i vattnet. Området mellan vallen och den nya Frederiksholms Kanal torrlades och bebyggdes som den nya stadsdelen Frederiksholm med fem korta gator, varav Stormgatan var en.
Då den västra befästningsvallen revs på 1870-talet, förlängdes Stormgade över det tidigare vallområde fram till Vestre Voldgade, numera H.C. Andersens Boulevard.
Vid den ursprungliga delen av gatan revs hela den sydvästliga sidan 1931 för att ge plats till Nationalmuseets utbyggnad av Prinsens Palæ.

## Byggnader
- Nationalmuseet, vars gatufasad är från 1929–1938. Mot gatan finns en kolonnad längs med hela byggnaden med 28 pelare i bornholmsgranit. Museets huvudingång ligger dock på den parallella Ny Vestergade.
- Stormgade 6 är från 1851 och k-märktes 1918
- Stormgade 8 bestod ursprungligen av två separata byggnader från före 1734, vilka sammanslogs 1748.
- Holsteins Palæ, Stormgade 10, byggdes ursprungligen 1687, men husets nuvarande utseende kommer från en utbyggnad, ritad av Jacob Fortling 1756. Denna byggnad inrymde Statens Naturhistoriske Museum 1827–1871.
- Det Harboeske Enkefruekloster på Stormgade 14 byggdes om av Elias David Häusser 1741, men husets nuvarande utseende tillkom vid ändringar 1754–1760 av Lauritz de Thurah.
- Hörnhuset Stormgade 16 uppfördes 1791 för kungakonditorn Jens Raae. Byggnaden k-märktes 1945.
- Hörnhuset Stormgade 18 byggdes ursprungligen för Köpenhamns överförmynderi. Byggnaden är från 1894 och ritades av Hans Jørgen Holm.
- Stormgade 20 byggdes om från 2014, tillsammans med delar av grannhuset Stormgade 18, för att inrymma Københavns Museum.